# 207. Sicherungs-Division
De 207. Sicherungs-Division (Nederlands: 207e Beveiligingsdivisie) was een Duitse infanteriedivisie in de Heer tijdens de Tweede Wereldoorlog. Deze divisie was betrokken bij de beveiliging van het Rückwärtigen Heeresgebietes (in de achterhoede gelegen legergebied) van de Heeresgruppe Nord (Legergroep Noord). Ze nam actief aan oorlogsmisdrijven tegen partizanen (Bandenbekämpfung) en de holocaust deel.

## Geschiedenis divisie
Op 15 maart 1941 werd de 207e Beveiligingsdivisie uit de staf van het militair oefenterrein Groß Born en een derde van de 207e Infanteriedivisie opgericht.
Vanaf juni 1941 tot februari 1944 werd de divisie in het rückwärtigen Heeresgebiet Nord (in de achterhoede gelegen legergebied) ingezet. Tijdens hun inzet in het rückwärtigen Heeresgebiet Nord werden ook gevechten tegen partizanen in het gebied rond Torma geleverd. De commandant van Tiedemann zei dat de partizanen als soldaten behandeld moesten worden, en stelde een andere "te menselijke" behandeling voor in plaats van een schietpartij. Deze verklaringen werden geïnterpreteerd als kritiek op het leiderschap van de Rijk, en werd opgevat als een ontbinding. Het proces vond in het Reichssicherheitshauptamt plaats. In 1942 werd de divisie gebruikt in de context van Estlandse zelfbescherming. Eind 1942 na een reorganisatie van het XXXVI. Armeekorps (36e Legerkorps), werd het toegewezen aan het 36e Legerkorps. Vanaf 1943 tot begin 1944, de inzet in het gebied rond Staraja Roessa, speciaal rond het Staraja Roessa. In maart 1944 toebehorend aan het 18. Armee (18e Leger), was het inzetgebied rond Peipusmeer. In april 1944 volgde een reorganisatie van de divisie. Vanaf augustus 1944 was de divisie onder bevel gesteld van het 16. Armee (16e Leger), was het inzetgebied rond Tartu en later in Koerland.
In november 1944 werd de divisie ontbonden. De divisiestaf bleef als Zur besonderen Verwendung (voor speciaal gebruik) tot april/mei 1945 onder bevel van het 16e Leger in Koerland gesteld.

## Commandanten
| Rang                         | Naam                  | Begin             | Eind              | Opmerking                                                                                         |
| ---------------------------- | --------------------- | ----------------- | ----------------- | ------------------------------------------------------------------------------------------------- |
| Generalleutnant              | Karl von Tiedemann    | 1 maart 1941      | 1 januari 1943    |                                                                                                   |
| Generalmajor-Generalleutnant | Erich Hofmann         | 1 januari 1943    | November 1943     |                                                                                                   |
| Generalmajor                 | Bogislav von Schwerin | November 1943     | 17 september 1944 | Gesneuveld                                                                                        |
| Generalmajor                 | Martin Berg           | 17 september 1944 | 10 december 1944  |                                                                                                   |
| Generalleutnant              | Kurt Gerok            | 10 december 1944  | 28 januari 1945   | Commandant van de 207e Beveiligingsdivisie Zur besonderen Verwendung                              |
| Generalmajor                 | Johannes-Oskar Brauer | 28 januari 1945   | 9 mei 1945        | Commandant van de staf 207e Beveiligingsdivisie Zur besonderen Verwendung (voor speciaal gebruik) |

### Eerste Generale Stafofficier (Ia)
| Rang           | Naam                    | Begin         | Eind          | Opmerking |
| -------------- | ----------------------- | ------------- | ------------- | --------- |
| Major          | Hans-Ulrich von Oertzen | 15 maart 1941 | Augustus 1941 |           |
| Oberstleutnant | Georg Hildebrandt       | Augustus 1941 | Juli 1943     |           |
| Major          | Gerd von Below          | Juli 1943     | December 1944 |           |

## Gebieden van operaties
- Oostfront, noordelijke sector (juni 1941 - december 1944)[2][10]

### Houders van het Duits Kruis

#### In goud
- Erich Hofmann op 9 juni 1943 als Generalmajor en commandant van de 207e Beveiligingsdivisie[11][12]

## Samenstelling[1][2]
- Grenadier-Regiment 374 (tot april 1944)
- Sicherungs-Regiment 94
- II./Polizei-Regiment 9 (uit Polizei-Bataillon 112)
- Ostreiter-Abteilung 207
- Panzer-Kompanie 207 (uit Russische buit gemaakte T-34 tanks opgebouwd)
- Artillerie-Abteilung 207
- Divisionsnachrichten-Abteilungen 821
- Divisionseinheiten 374